# Aleksandra Dziurosz
Aleksandra Dziurosz (ur. 8 stycznia 1981) – polska tancerka, choreograf, reżyser, nauczycielka tańca współczesnego. Profesor doktor habilitowana sztuki w zakresie tańca, profesor Uniwersytetu Muzycznego Fryderyka Chopina w Warszawie. W latach 2018–2022 i 2023–2024 zastępca dyrektora Narodowego Instytutu Muzyki i Tańca.

## Życiorys

### Edukacja
Ukończyła Państwową Szkołę Baletową w Bytomiu w 1999 oraz Pedagogikę Baletu w Akademii Muzycznej Fryderyka Chopina w Warszawie w 2003. W 2007 uzyskała tytuł nauczyciela mianowanego i w tym samym roku ukończyła Podyplomowe Studia Teorii Tańca. W 2009 na Uniwersytecie Muzycznym Fryderyka Chopina w Warszawie uzyskała stopień doktora sztuki w dyscyplinie artystycznej: rytmika i taniec, a w 2013 uzyskała habilitację.

### Kariera
W latach 2000–2002 była tancerką w zespole Joe Alter Dance Group, w 2001 współpracowała z Davidem Grenke (THINGSEZISEE’M DAVID GRENKE’S DANCE/THEATRE USA). Występowała na licznych festiwalach tańca współczesnego m.in. w Puerto Rico, na Litwie, Danii, Holandii, Czechach i Polsce. Jest pomysłodawczynią i założycielką Warszawskiego Teatru Tańca. Dla swojego zespołu stworzyła w roku 2008 spektakle: „Chopin – ex-sătŭrō” i „Trwa-nie”, w 2009 spektakl „Ex-it”, a w 2011 „Kontrasty”.
Choreograf i reżyser wielu spektakli, około 120 etiud tanecznych prezentowanych na scenach teatrów polskich i zagranicznych (Teatr Wielki w Warszawie, Polski Teatr Tańca w Poznaniu, Teatr Wielki w Łodzi, Opera Bałtycka w Gdańsku, Opera na Zamku w Szczecinie, Staatstheater w Stuttgarcie, „Dimitris Vlissidis” Theater Chania-Kreta i innych), m.in.:
- Day by day;
- Neu-tris;
- Ecce homo;
- Życie to bajka;
- Schelest in the dark;
- The last day;
- Force majeure;
- Move with me;
- Enty;
- The rest is silence;
- Impresje na dobrze znany temat;
- Jak każdy..;
- Nudis verbis;
- Nawyk sukcesu;
- Matnia;
- Omega?;
- Wokaliza.

Twórczyni ruchu scenicznego w spektaklach operowym i teatralnych:
- Akademia Muzyczna w Warszawie: Czarodziejski flet (2007);
- Teatr Powszechny w Warszawie: Czarownice z Salem (2007); Lot nad kukułczym gniazdem (2009);
- Warszawska Opera Kameralna: Zbrodnia i kara; Don Juan albo ukarany libertyn” (2008); Prometeusz (2009).

W 2006 zrealizowała spektakl „Homo Querens” dla Polskiego Teatru Tańca z Poznania. Współpracowała z reżyserami teatralnymi i operowymi: Izabellą Cywińską, Jitką Stokalską, Janem Buchwaldem, Michałem Siegoczyńskim.
W latach 2018–2022 i 2023–2024 pełniła funkcję zastępcy dyrektora Narodowego Instytutu Muzyki i Tańca.

### Kariera naukowa
W latach 2003–2008 była nauczycielką tańca współczesnego w Ogólnokształcącej Szkole Baletowej w Warszawie. Od października 2003 jest wykładowcą – adiunktem Uniwersytetu Muzycznego Fryderyka Chopina w Warszawie w zakresie tańca współczesnego i techniki ruchu na kierunkach: Rytmika, Taniec i Podyplomowych Studiach Teorii Tańca. Od 2009 prowadzi zajęcia w Akademii Muzycznej im. G. i K. Bacewiczów w Łodzi na kierunku: Choreografia i Techniki Tańca. Jako reżyser ruchu scenicznego współpracowała z Akademią Teatralną im. A. Zelwerowicza w Warszawie. Aleksandra Dziurosz jest również wykładowcą teatru ruchu w ramach projektu Mazowieckiego Centrum Kultury i Sztuki-Inspiracje (od 2003) oraz nauczycielką tańca współczesnego na festiwalach i warsztatach tańca w Polsce i za granicą.
Od stycznia 2008 prowadzi własne Studio Tańca Współczesnego działające przy Mazowieckim Centrum Kultury i Sztuki w Warszawie. Jest autorką książki „Fenomen twórczości Piny Bausch” (2005).
Stypendystka Fundacji Balet ze Szczecina (2001), Fundacji im. Pokusów z Krakowa (2002, 2003), laureatka nagrody choreograficznej Dyrektora Polskiego Teatru Tańca – Ewy Wycichowskiej (2005). W 2006 otrzymała stypendium dla twórców Ministra Kultury i Dziedzictwa Narodowego. Laureatka SoloDuo Dance Festiwal Budapest 2009.